# Jean-Maxence Berrou
Pour les articles homonymes, voir Berrou.
Jean-Maxence Berrou, né le 5 septembre 1985 à Quimper, est un pentathlonien français.

## Biographie
Jean-Maxence Berrou est vice-champion du monde junior en 2005, champion de France 2007, champion du monde par équipe en 2013 et vice-champion d'Europe par équipe en 2013.